# Bajo Stanišić
Pour les articles homonymes, voir Stanišić.
Bajo Stanišić (en cyrillique : Бајо Станишић), né en 1890 et mort en 1943, est un militaire yougoslave appartenant à la communauté serbe du Monténégro. Il est durant la Seconde Guerre mondiale un commandant du mouvement tchetnik dirigé par Draža Mihailović. Après avoir été l'un des chefs de l'insurrection de l'été 1941 contre les occupants italiens, il collabore avec ces derniers pour combattre les Partisans communistes. Il meurt en octobre 1943 au cours d'un combat contre les communistes.

## Biographie
Colonel de l'Armée royale yougoslave, Bajo Stanišić rejoint le Monténégro après l'invasion de la Yougoslavie d'avril 1941. Il fait partie, avec Đorđe Lašić et Pavle Đurišić, des chefs de l'insurrection des nationalistes serbes contre les occupants italiens, qui empêche les séparatistes « Verts » de former un gouvernement collaborateur. Les Italiens perdent vite le contrôle de l'essentiel du territoire monténégrin face à la double insurrection des nationalistes et des Partisans communistes, et renoncent à faire du Monténégro un État-satellite. Les nationalistes sont très vite en conflit avec les communistes, qui se livrent au Monténégro à des campagnes de terreur. Après plusieurs massacres commis par les Partisans, Stanišić proclame la « révolte » contre eux. Entretemps, Đurišić entre en contact avec Draža Mihailović qui a lancé son propre mouvement de résistance en Serbie, pour unifier les insurrections serbe et monténégrine. Le gouverneur italien Alessandro Pirzio Biroli joue, au début de 192 des dissensions entre les insurgés : en mars, il conclut des accords avec les insurgés nationalistes ce qui lui permet de pacifier le territoire en achevant d'en chasser les Partisans.
Stanišić conclut un accord de collaboration avec les Italiens le 6 mars. Il accepte, en échange de nourriture et de matériel pour ses hommes, de ne plus attaquer les occupants et de se concentrer sur la lutte contre les communistes. Avec les autres chefs tchetniks du Monténégro, il reconnaît comme porte-parole des « nationalistes » locaux le général Blažo Đukanović, ancien ban de la Zeta.
Stanišić et ses hommes ont ensuite le contrôle des régions centrales du Monténégro - celles de Nikšić, Danilovgrad et Podgorica - tandis que Đurišić domine le Nord. Mihailović vient installer en juin 1942 son quartier-général au Monténégro, mais Đurišić et Stanišić demeurent les véritables chefs militaires des Tchetniks locaux.
En septembre 1943, après la capitulation de l'Italie, le Monténégro est envahi par l'Allemagne nazie tandis que les Tchetniks et les Partisans se livrent de furieux combats pour le contrôle du territoire. Stanišić se réfugie avec Đukanović dans le monastère d'Ostrog, que les communistes assiègent et finissent par prendre. Stanišić semble s'être suicidé, ou avoir été tué dans les combats.

## Voir également
- Front yougoslave de la Seconde Guerre mondiale